# 小林伸明

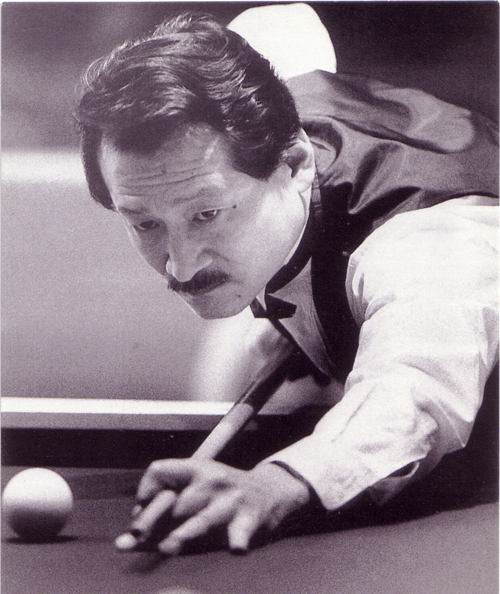

小林伸明（日语：／ Kobayashi Nobuaki，1942年3月26日—2019年11月25日）是日本職業三顆星撞球選手，曾經2度獲得UMB世界三顆星冠軍。
小林伸明最令人難忘之處，是他在1974年的「UMB世界三顆星錦標賽」中，將已經11連霸的開侖撞球傳奇人物雷蒙德·庫勒曼斯給拉下馬，因而首次獲得世界冠軍。而在此之前，他已經在4年當中3次屈居亞軍，包括1970年、1972年及1973年。
但號稱「撞球之神」的雷蒙德·庫勒曼斯究竟不是省油的燈，次年即奪回冠軍，並連續5次衛冕成功。1984年，小林伸明再度奪得世界冠軍，但次年又被雷蒙德·庫勒曼斯奪回冠軍。
小林伸明也曾9度獲得日本的三顆星冠軍。